# Peng (genre)
Pour les articles homonymes, voir Peng (homonymie).
Genre
Peng est un genre d'araignées aranéomorphes de la famille des Corinnidae.

## Distribution
Les espèces de ce genre se rencontrent en Asie du Sud-Est, en Chine et au Sri Lanka.

## Liste des espèces
Selon World Spider Catalog (version 24.5, 06/08/2023) :
- Peng birmanicus (Thorell, 1897)
- Peng borneensis (Yamasaki, 2017)
- Peng taprobanicus (Simon, 1897)

## Systématique et taxinomie
Ce genre a été décrit par Lu et Li en 2023 dans les Corinnidae.

## Étymologie
Ce genre est nommé en l'honneur de Xian-jin Peng (1963–).

## Publication originale
- Lu, Chu, Lin, Pham, Li & Yao, 2023 : « Two new genera and five new species of Corinnidae Karsch, 1880 (Arachnida, Araneae) from China and Vietnam. » ZooKeys, vol. 1165, p. 17-42 (texte intégral).